# Officine Bagnara
Le Officine Bagnara, dal nome del fondatore e proprietario, altresì note come Officine Ferroviarie Liguri, furono un'impresa di costruzione di veicoli ferroviari con sede a Genova, attiva fra i primi del Novecento e gli anni sessanta.
Fra i protagonisti della nascente industria meccanica italiana, le officine Bagnara curarono la fornitura di diversi veicoli per le ferrovie e le reti tranviarie dell'epoca. La crisi del secondo dopoguerra e la concorrenza delle più grandi aziende del settore condussero al fallimento di tale azienda.

## Settori di attività
L'attività di "costruzione di carrozze e carri per ferrovie e tramvie", che nel 1906 valse allo stabilimento il diploma d'onore all'Esposizione di Milano comprendeva la costruzione di veicoli rimorchiati così come l'allestimento di elettromotrici tranviarie in collaborazione con le aziende di trasporto committenti e i fornitori di equipaggiamenti elettrici.

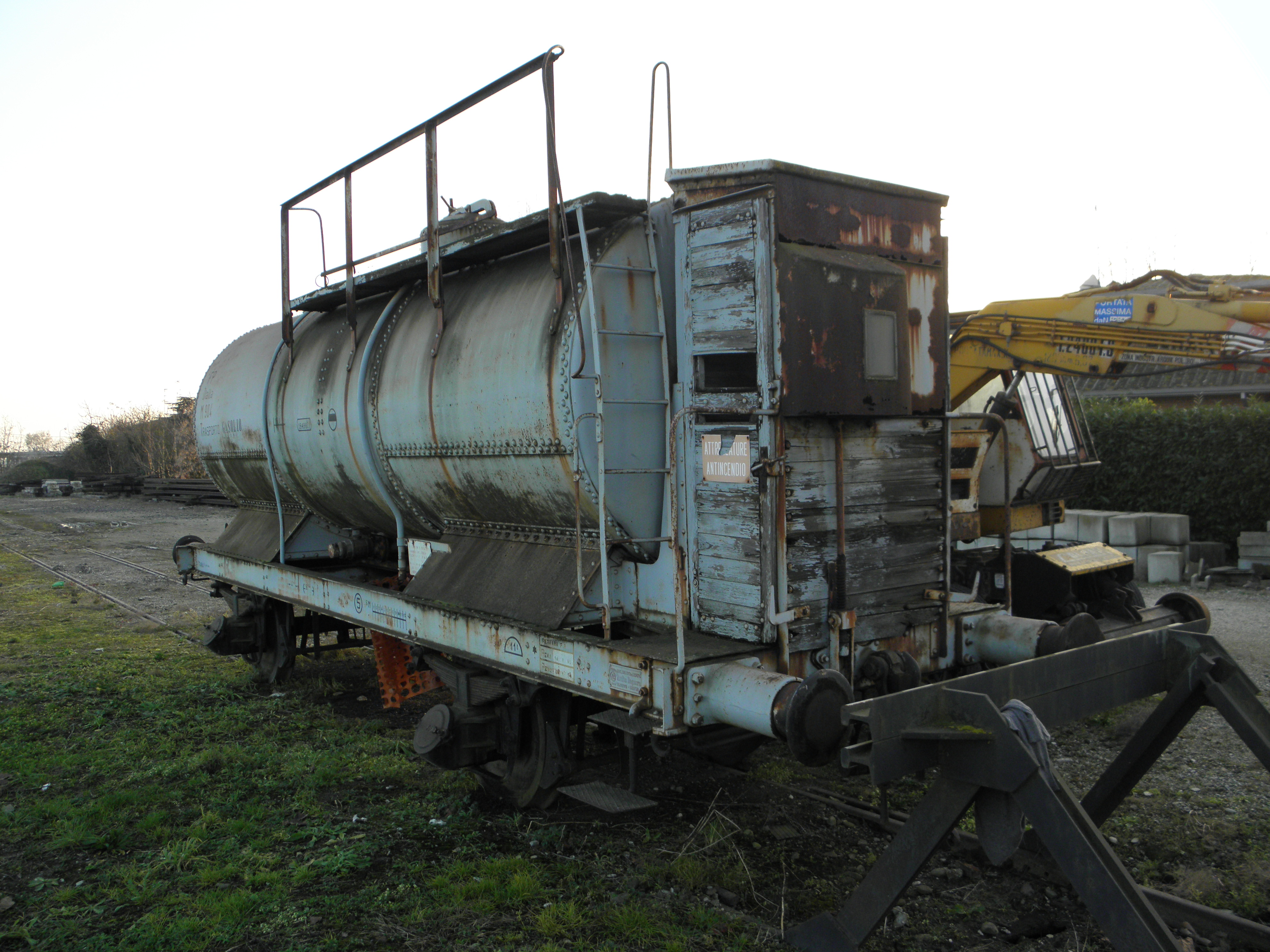
Carro cisterna di costruzione Bagnara

Nel 1914, un anno dopo la fondazione dello stabilimento di Sestri Ponente, le officine Bagnara ottennero dalle Ferrovie dello Stato un'ordinazione di dieci carrozze miste di I e II classe, ventidue carrozze di III classe e sessanta carri.
Fra le altre realizzazioni si ricordano il parco di carri e carrozze acquistate dalle Ferrovie Padane per il rinnovo del parco rotabile da impiegarsi sulla ferrovia Ferrara-Codigoro che a metà degli anni venti sostituì la precedente tranvia, le quattordici carrozze a due assi (dieci a terrazzini di seconda classe e quattro miste a vestiboli chiusi) per la tranvia Milano-Magenta/Castano Primo e le carrozze a tre assi di terza classe con bagagliaio costruite nel 1930 per le FS e da queste immatricolate nel gruppo CDiy 67.000.
Per la rete tranviaria di Trieste vennero costruite nel 1925 le sei elettromotrici 161÷166 con equipaggiamenti elettrici CGE; per l'analoga rete di Genova furono curate nello stesso anno le forniture delle elettromotrici 101-110 con equipaggiamento Westinghouse e delle rimorchiate 556-565, nonché parte delle celebri vetture a carrelli serie 900 realizzate negli anni 1939-1940.

## Storia

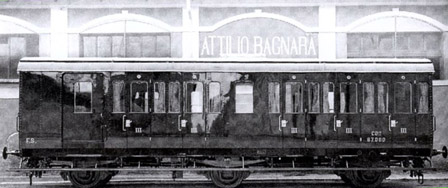
Carrozza FS CDiy 67000 nello stabilimento sestrese

Già attiva e in espansione a partire dai primi del XX secolo, come attesta la domanda di spazi pervenuta nel 1904 al comune di Finale Marina per l'ottenimento di spazi da adibire a un nuovo stabilimento, la società era attiva a Sestri Ponente nel 1911 con il nome di Officina Bagnara.
Nel 1913 Attilio Bagnara fondò un nuovo stabilimento a Sestri Ponente, che prese il nome di Officine Ferroviarie Liguri, in un periodo particolarmente turbolento dal punto di vista politico e sindacale; l'opificio non fece eccezione rimanendo coinvolto nelle lotte operaie del 1917 ma non ebbe problemi di rilievo con gli scioperi del 1920.
Proseguiva parallelamente l'ascesa del fondatore come esponente di primo piano della società locale e nazionale, grazie anche
alla presidenza della sezione pallanuoto della storica Società Ginnastica Andrea Doria e alla candidatura nel collegio di Voltri alle elezioni politiche italiane del 1913. Nel 1924-1925 la stessa azienda risultava aver cambiato nome in Società Anonima Industriali - Attilio Bagnara, pur rimanendo nota anche negli anni successivi con l'appellativo di "officine ferroviarie liguri".
Fra le due guerre mondiali le officine Bagnara avevano raggiunto una interessante quota di mercato a livello nazionale grazie alla conversione in industria "per la costruzione di vagoni ferroviari, tram, autobus, furgoni e macchine agricole", con l'acquisizione di commesse che fornivano lavoro a un migliaio di maestranze operaie.
Negli anni cinquanta, in uno scenario di ricostruzione postbellica, la situazione economica era completamente mutata: i ridotti investimenti nei sistemi di trasporto su ferro e la concorrenza delle grandi fabbriche, prima fra tutte la Fiat, costrinsero Ermillo Bagnara, nel frattempo subentrato al padre Attilio, ad attuare un drastico ridimensionamento dell'azienda che nel 1954 comportò il licenziamento di ben 1396 persone.
L'operazione non fu sufficiente a salvare l'azienda: nel 1964 il preannunciato ulteriore ridimensionamento dell'azienda mediante licenziamento di quaranta operai è solo uno degli ultimi atti prima del fallimento, decretato e confermato in via definitiva, dopo un processo di appello svoltosi nel 1969, con sentenza della Corte di cassazione nel 1971.

## Dati societari
Costituita come società anonima, negli anni dieci la società possedeva un capitale sociale di un milione di lire.
La crescita attuata anni trenta consentì alle officine Bagnara, assieme ad altre industrie della zona quali Ansaldo, San Giorgio, Piaggio e Tassara, di realizzare a Sestri Ponente abitazioni per famiglie operaie, a conferma che l'opificio era ormai solidamente affermato come una delle maggiori industrie della zona.
Una descrizione dei macchinari e degli impianti suddivisi per reparto è descritta nelle relazioni tecniche e amministrative redatte nel periodo 1951-1957 al fine di ottenere un mutuo da parte del Comune di Genova